# Sorèze
Sorèze är en kommun i departementet Tarn i regionen Occitanien i södra Frankrike. Kommunen ligger i kantonen Dourgne som tillhör arrondissementet Castres. År 2022 hade Sorèze 2 978 invånare.

## Befolkningsutveckling
Antalet invånare i kommunen Sorèze
| Referens: INSEE |